# Équipe de Russie de Coupe Davis
Cet article traite de l'équipe masculine. Pour l'équipe féminine, voir Équipe de Russie de Fed Cup.
L'équipe de Russie de Coupe Davis représente la Russie à la Coupe Davis. Elle est placée sous l'égide de la Fédération russe de tennis.
La Russie a joué dans le groupe mondial pour la 20 années consécutives entre 1993 et 2012. Il s'agit de la seconde plus longue série de l'histoire. L'équipe a été classée no 1 au classement Coupe Davis. En 2015, elle ne pointe qu'au 30e rang.
L'équipe évolue depuis 2013 dans le groupe I de la zone Europe/Afrique.

## Historique

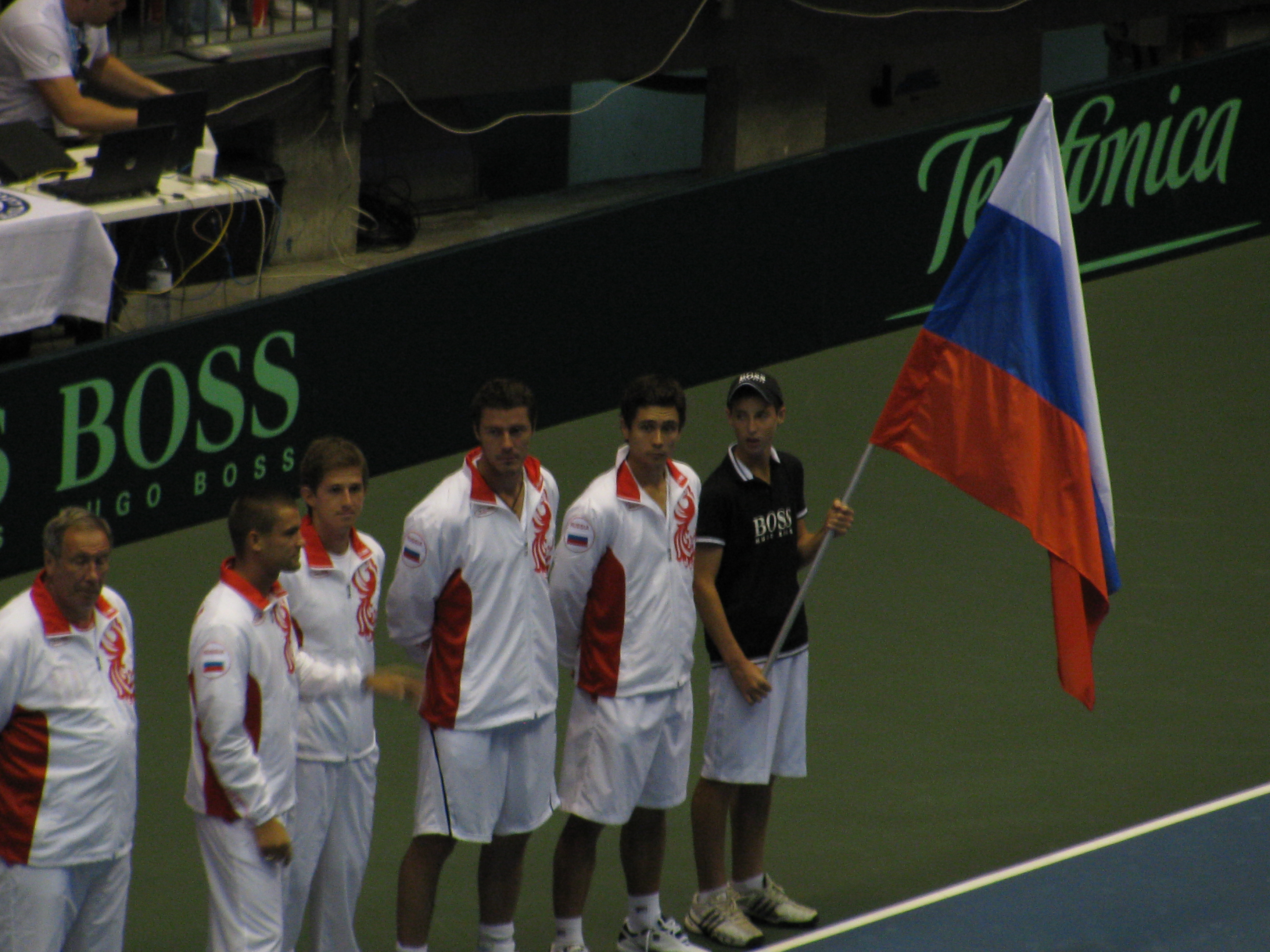
L'équipe russe en 2009

Créée en 1962, l'équipe de Russie de Coupe Davis a été trois fois vainqueur de l'épreuve en 2002, 2006 et 2021, respectivement contre la France et l'Argentine, et trois fois finaliste en 1994, 1995, et 2007 contre la Suède et les États-Unis par deux fois.
À la fin des années 2000, le niveau de l'équipe russe de tennis est en chute brutale à cause notamment d'un manque de fonds accordés par l’état pour développer le sport sur le territoire mais aussi en laissant fuir des talents qui souhaitent jouer sous les couleurs d'autres pays de l'est comme l'Ukraine. Le capitaine et président de la fédération russe de tennis Shamil Tarpischev s'est exprimé plusieurs fois sur ces problèmes dans les médias.
Le 18 septembre 2016 en éliminant l'équipe du Kazakhstan sur le score de 3-1 en play-off, l'équipe de Russie retrouve le plus haut niveau qu'elle n'avait plus connu depuis 2012.

### Résultats
|      | Tour                    | Adversaire      | Résultat | Score |
| 2000 | Quarts de finale        | Espagne         | Défaite  | 1 - 4 |
| 2001 | Quarts de finale        | Suède           | Défaite  | 1 - 4 |
| 2002 | Finale                  | France          | Victoire | 3 - 2 |
| 2003 | Quarts de finale        | Argentine       | Défaite  | 0 - 5 |
| 2004 | Premier tour            | Biélorussie     | Défaite  | 2 - 3 |
| 2005 | Demi-finales            | Croatie         | Défaite  | 2 - 3 |
| 2006 | Finale                  | Argentine       | Victoire | 3 - 2 |
| 2007 | Finale                  | États-Unis      | Défaite  | 1 - 4 |
| 2008 | Demi-finales            | Argentine       | Défaite  | 2 - 3 |
| 2009 | Quarts de finale        | Israël          | Défaite  | 1 - 4 |
| 2010 | Quarts de finale        | Argentine       | Défaite  | 2 - 3 |
| 2011 | Premier tour            | Suède           | Défaite  | 2 - 3 |
| 2012 | Premier tour            | Autriche        | Défaite  | 2 - 3 |
| 2013 | Groupe 1 - Second tour  | Grande-Bretagne | Défaite  | 2 - 3 |
| 2014 | Groupe 1 - Premier tour | Pologne         | Défaite  | 2 - 3 |

## Joueurs de l'équipe
Entre parenthèses la première année où le joueur a été sélectionné et ensuite précision s'il n'a pas : joué un match à enjeu dans le groupe mondial (depuis 1981) ou au moins gagné un match à enjeu dans une rencontre de barrage remportée par l'équipe. Sous l'URSS 11 joueurs était Russes tandis que 10 autres étaient de plusieurs autres pays.

### L'équipe actuelle
L'équipe nommée pour affronter les Pays-Bas lors du second tour du Groupe 1 Europe/Afrique du 15 au 17 juillet 2016 est composée de :
- Aslan Karatsev
- Andrey Rublev
- Konstantin Kravchuk
- Teimuraz Gabachvili

### Russie
- Aslan Karatsev (2016)
- Andrey Rublev (2014) (il a joué un barrage perdu du groupe mondial)
- Victor Baluda (2013) (un double dans le groupe I Europe/Africa)
- Evgeny Donskoy (2013) (il a joué un barrage perdu du groupe mondial)
- Karen Khachanov (2013) (plusieurs matchs dans le groupe I Europe/Africa)
- Konstantin Kravchuk (2013) (1 match de double en barrage perdu du groupe mondial)
- Andrey Kuznetsov (2013)
- Alex Bogomolov Jr. (2012) ( États-Unis avant 2012)
- Stanislav Vovk (2012) (1 match sans enjeu en barrage du groupe mondial)
- Teimuraz Gabachvili (2009)
- Igor Kunitsyn (2008)
- Dmitri Toursounov (2005)
- Igor Andreev (2004)
- Nikolay Davydenko (2003)
- Andrei Stoliarov (2001) (2 matchs sans enjeu en 1/4 de finale du groupe mondial)
- Mikhail Youzhny (2000)
- Kirill Ivanov-Smolenski (1998) (1 match sans enjeu au 1er tour du groupe mondial)
- Marat Safin (1998)
- Ievgueni Kafelnikov (1993)

### URSS
- Vladimer Gabrichidze (1990)
- Dimitri Poliakov (1990)
- Andrei Cherkasov (1988)
- Aleksandr Dolgopolov Sr. (1987) (Il n'a pas joué dans le groupe mondial)
- Alexander Volkov (1986)
- Andrei Olhovskiy (1983)
- Andrei Chesnokov (1983)
- Sergei Leonyuk (1980)
- Alexander Zverev Sr. (1980)
- Ramiz Akhmerov (1979) (double perdu en barrage remporté par l'équipe)
- Vadim Borisov (1976)
- Konstantin Pugaev (1976)
- Anatoli Volkov (1975)
- Teimuraz Kakulia (1972)
- Vladimir Korotkov (1969)
- Aleksandr Ivanov (1966) (1er tour Europe)
- Alex Metreveli (1963)
- Mikhail Mozer (1963) (2e tour Europe)
- Toomas Leius (1962)
- Sergei Likhachev (1962)
- Rudolf Sivokhin (1962) (1er tour Europe)

## Historique des capitanats
- Sergey Andreev : de 1962 à 1973 (URSS)
- Shamil Tarpischev : de 1974 à 1992 (URSS de 1974 à 1991 et CEI en 1992)
- Vadim Borisov : 1993 et 1994 (première équipe de Russie et première finale en 1994)
- Anatoly Lepeshin : 1995 et 1996 (deuxième finale de la Russie en 1995)
- Shamil Tarpischev : depuis 1997 (premier titre de la Russie en 2002 puis 2006 et finale en 2007)